# Calliphora bezzi
Calliphora bezzi este o specie de muște din genul Calliphora, familia Calliphoridae, descrisă de Zumpt în anul 1956. Conform Catalogue of Life specia Calliphora bezzi nu are subspecii cunoscute.